# Der Osten in den Medien
Der Osten in den Medien ist eine Filmdokumentation von Anett Friedrich und Christoph Peters von 2024 über die Berichterstattung über Ostdeutsche in wichtigen deutschen Zeitungen und Fernsehanstalten. Es gibt eine Langfassung (Es ist kompliziert... Der Osten in den Medien) mit 90 Minuten und eine gekürzte (Abgeschrieben? Der Osten in den Medien) mit 45 Minuten.

## Inhalt

### Übersicht
Die Dokumentation zeigt viele Ausschnitte aus Fernsehbeiträgen und Zitate von wichtigen westdeutschen Zeitungen und Zeitschriften zu Themen in Ostdeutschland. Dazu berichten ost- und westdeutsche Journalisten, Medienwissenschaftler und weitere Experten über ihre Erfahrungen mit der Berichterstattung über Ostdeutsche. Außerdem werden Beschreibungen von Ostdeutschen in wichtigen deutschen Zeitungen durch Künstliche Intelligenz (KI) untersucht.

### Prägnante Ereignisse
Es werden einige prägnante Medienberichterstattungen über Ostdeutsche vorgestellt, mit Fernsehbildern und Zitaten aus Zeitungen und Zeitschriften.
Dieses waren
- das Titelblatt Zonen-Gaby im Glück. Meine erste Banane der Satirezeitschrift Titanic von 1990, mit dem Foto einer jungen Frau mit einer geschälten Gurke in der Hand
- der Verkauf von 10 SED-Bezirkszeitungen an westdeutsche Medienkonzerne durch die Treuhand im April 1991
- die Veröffentlichung tausender Namen von Inoffizieller Mitarbeiter des Ministeriums für Staatssicherheit in der Regionalausgabe der Bild in Halle (nur in der Langfassung)
- der Artikel Milliardengrab „Aufbau Ost“ des Spiegel 1995 über die angebliche gigantische Verschwendung von Geldern beim Aufbau Ost, von denen sich viele Angaben bald als stark übertrieben oder falsch herausstellten
- die Töpfchen-Theorie des westdeutschen Kriminologen Christian Pfeiffer 1999, wonach Ostdeutsche, die im Kindergarten dicht nebeneinander auf Nachttöpfchen sitzen mussten, dadurch zu Hass, Gruppenzwang, und Untertänigkeit erzogen wurden, was zu der jetzigen starken Ausländerfeindlichkeit geführt habe, dieses hatte bei vielen Ostdeutschen für Empörung gesorgt[3] (nur in der Langfassung)
- die Berichterstattung 2001 über die angebliche Ermordung eines Jungen durch 50 Neonazis in einem Freibad im sächsischen Sebnitz im Beisein von vielen Badegästen 1997, woraus sich dann auch pauschalisierte verbale Verunglimpfungen der ostdeutschen Bevölkerung durch einige westdeutsche Einzelpersonen ergaben
- die Berichterstattung über Pegida-Demonstrationen in Sachsen 2018/2019 und die massiven Ablehnungen, Beschimpfungen und tätlichen Übergriffe gegen Medienvertreter
- das Bekanntwerden von privaten Chatnachrichten des Springer-Verlag-Vorstandsvorsitzenden Mathias Döpfner 2023, der unter anderem behauptete, Die Ossis sind entweder Kommunisten oder Faschisten. Dazwischen tun sie es nicht.

### Meinungen von Journalisten und Medienwissenschaftlern
Einige Journalisten und Medienwissenschaftler berichteten über ihre Erfahrungen und Meinungen zum Thema Ostdeutsche in den Medien, darunter
- der Journalist Christoph Dieckmann, der in den 1990er Jahren als erster Ostdeutscher für eine wichtige westdeutsche Zeitschrift, Die Zeit, schreiben konnte
- die Medienwissenschaftlerin Mandy Tröger, die an der Universität Tübingen zur Geschichte der Medien in Ostdeutschland forscht
- die Journalistin Marieke Reimann, die als einzige Ostdeutsche eine führende Position in einer westdeutschen Fernsehanstalt hat, als stellvertretende Chefredakteurin beim SWR
- der Journalist Hajo Schumacher, der in den 1990er Jahren als Westdeutscher für den Spiegel aus den ostdeutschen Bundesländern berichtete, vor allem über Sport, dort besonders über Doping und Stasi-Tätigkeiten
- die Medienwissenschaftlerin Anke Fiedler, Professorin an der FU Berlin, forschte zur Medienpolitik in der DDR
- die Journalistin Anja Reich, Teamleiterin Dossier bei der Berliner Zeitung
- der Journalist Josa Mania-Schlegel, Redakteur der Leipziger Volkszeitung
- der Journalist Tino Böttcher, Moderator des MIMA der ARD, als Moderator der Dokumentation
- und weitere

Eine zentrale Feststellung war, dass es nur wenige Ostdeutsche in führenden Positionen in wichtigen Zeitungsverlagen und Fernsehanstalten gibt, im Westen fast überhaupt nicht und selbst im MDR und in den wichtigsten ostdeutschen regionalen Zeitungen nur durchschnittlich etwas weniger als zur Hälfte. Daraus ergibt sich, dass die Perspektive der Berichterstattung häufig eine westdeutsche ist.
Diese wird von den Ostdeutschen oft als pauschalisierend und zu wenig sachkundig empfunden. Besonders die Beschreibung des Ostens als überwiegend rechts werde zu Unrecht auf die gesamte Bevölkerung übertragen, obwohl diese wesentlich vielfältiger sei.
Wenn ostdeutsche Journalisten über ostdeutsche Themen schreiben, seien sie besser dafür geeignet.
Hajo Schumacher betonte, dass für den Spiegel und andere Medien der Erfolg einer Story und die Verkaufszahlen wichtig seien, was eine Ursache für zugespitzte Berichterstattungen sei, deren Inhalte sich dann bei genauerem Hinsehen öfter als fragwürdig erweisen (Beispiel Artikel Milliardengrab „Aufbau Ost“ (1995), Fall Sebnitz (2001)).
Der Moderator Tino Böttcher fasste am Ende der Sendung zusammen, dass das Bild der Ostdeutschen mediengemacht sei, und pauschalisierend.
Eine Journalistin (Anja Reich?) empfahl als Ausweg, man müsse mit den Menschen im Osten (mehr) reden, ihnen zuhören und sie mehr einbeziehen.

### KI-Generierungen
Mit Künstlicher Intelligenz wurden tausende Berichte über ostdeutsche Themen in deutschen Zeitungen und Zeitschriften untersucht.
Dabei wurde festgestellt, dass dort die Beurteilung Ostdeutscher überwiegend negativ ist. Als Beispiele wurden auch die etwa 30 Titelblätter des Spiegel dazu durchgesehen, die besonders in den 1990er Jahren nur negative Aspekte zum Inhalt hatten.
Die KI ermittelte für jedes Jahrzehnt die typischsten beschreibenden Adjektive und erstellte dazu jeweils einige zusammenfassende künstlich generierte Personen als Fotos.
Für die 1990er Jahre seien die häufigsten verwendeten beschreibenden Worte negativ konnotiert gewesen, für die 2000er Jahre (die beginnende Regierungszeit von Angela Merkel) dann positiv, mit Entschlossenheit und Optimismus, für die 2020er Jahre dagegen wieder negativ und nun radikaler.

## Produktion
Die Langfassung Es ist kompliziert... Die Medien und der Osten (90 Minuten) wurde am 10. Oktober 2024 um 20.15 Uhr zunächst einmalig im Mitteldeutschen Rundfunk (MDR) gesendet. Sie hatte einen Marktanteil von 8,5 Prozent und in den nächsten Tagen etwa 90.000 Abrufe in der Mediathek. Trotzdem wurde sie in den folgenden Monaten auf keinem Sender wiederholt, auch nicht im Ersten.
Erst am 22. April 2025 wurde dort eine gekürzte Fassung Abgeschrieben? – Der Osten in den Medien (45 Minuten) im Rahmen der Reihe ARD-Story um 22.50 Uhr gezeigt. Die Langfassung wurde wieder 2025 auf ARD alpha, NDR und HR gesendet, meist nach 23 Uhr.
Der MDR hatte die Produktionsgesellschaft Hoferichter & Jacobs GmbH auch zusätzlich zum Film beauftragt, eine umfangreiche Medienanalyse über die Darstellung von ostdeutschen Themen in deutschen Zeitungen und Zeitschriften zwischen 1990 und 2023 durchzuführen. Diese durchsuchte daraufhin mit dem Institut für Kommunikations- und Medienwissenschaften der Universität Leipzig über 311 Millionen Presseerzeugnisse  mittels Künstlicher Intelligenz. Die wichtigsten Erkenntnisse wurden in der Sendung erwähnt, und die KI-generierten idealtypischen Fotos gezeigt.
In einigen Zeitungen und Zeitschriften (Spiegel, taz usw.) wurde über diesen Film berichtet.

## Rezeption
Der Filmkritiker Hans Czerny beschrieb den Film so

„Anett Friedrich und Christoph Peters haben in ihrer ‚ARD Story: Abgeschrieben? – Der Osten in den Medien‘ auch mittels KI versucht, die Klischees aus 30 Jahren Ost-Berichterstattung übereinander zu legen und listig zu personalisieren.
Am Beispiel von Zeitungsberichten und Skandalen zeigt der Film, wie das aktuelle Image Ostdeutschlands auch von den Medien geprägt wurde. (…) Wie also entstanden die Klischees, welchen Mechaniken folgten sie und wie wirken sie bis heute nach?
Das alles wird vom ARD-MiMa-Moderator Tino Böttcher auch mit einem Augenzwinkern präsentiert.“